# Prasinocyma edwardsi
Prasinocyma edwardsi là một loài bướm đêm trong họ Geometridae.